# سان فيران (قرية فرنسا)

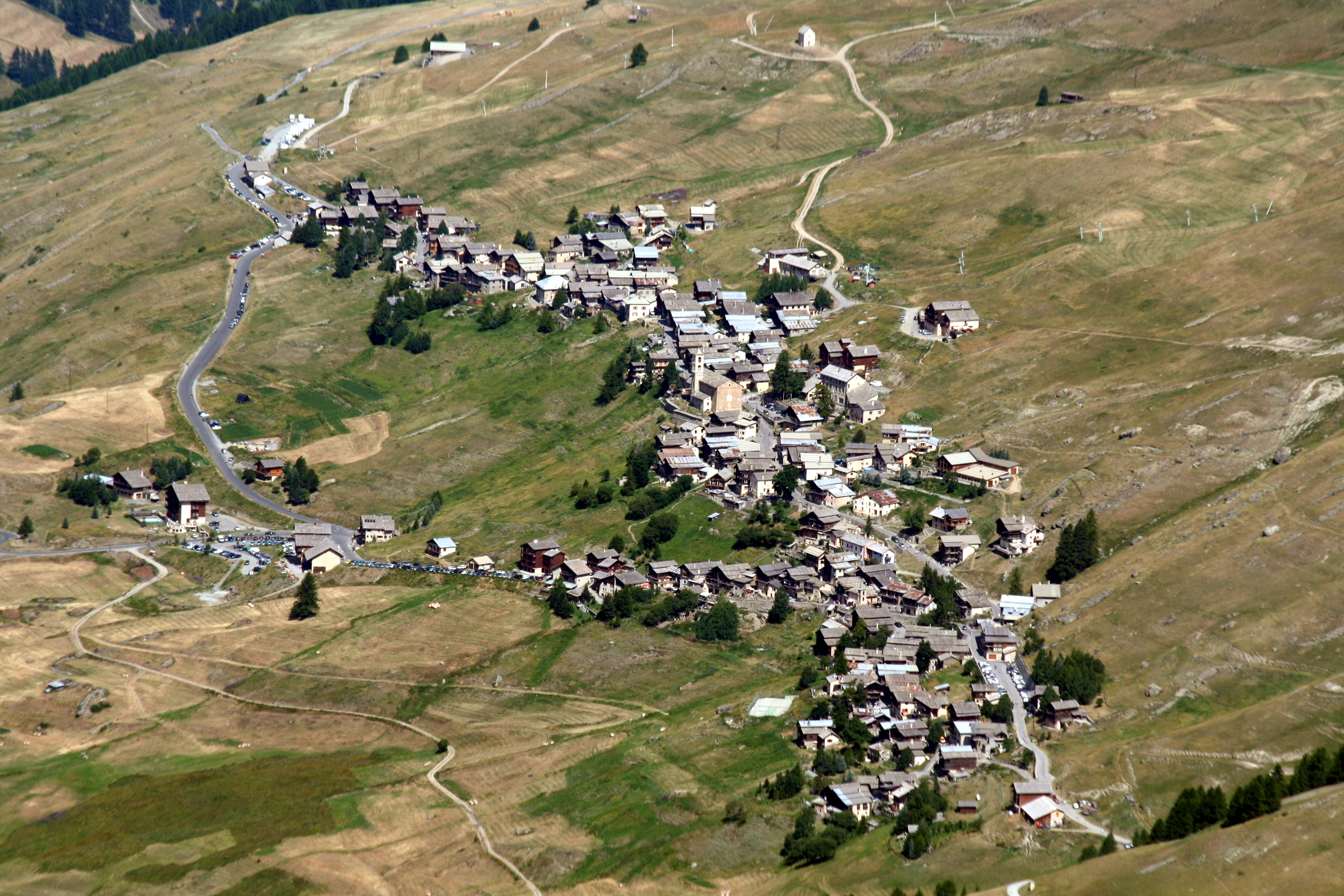
سان فيران من قمة جبل قريبة

سان فيران  (بالفرنسية: Saint-Véran) و(الأوكستانية: Sant-Veran)، هي قرية فرنسية تقع في جبال الألب، في محافظة أوت آلب، في المنطقة الإدارية الأكبر بروفنس ألب كوت دازور.
وتعتبر أعلى قرية في فرنسا ويُقال الأعلى حتى في أوروبا.

## الجغرافيا
```
يبلغ عدد سكانها 290 نسمة بالكامل في الحديقة الوطنية ا الفرنسية كيرا.
```

يقع مركز القرية (الكنيسة) على ارتفاع 2,042 مترًا فوق مستوى سطح البحر، وتوصف سانت فيران أحيانًا بأنها «أعلى بلدية في أوروبا».
ومع ذلك، تسبق قرية سان فيران بالارتفاع قرية الجوف في سويسرا وارتفاعها (2133 م) وتريبال في إيطاليا وارتفاعها (2069 م) لأنها قرى صغيرة تعتمد على بلديات رئيسية أقل ارتفاعاً في الوادي. ، فمثلا تين وهي بلدة تقع في منطقة سافوا في (فرنسا) ، لها كنيستها على ارتفاع 1790 م، ولكن مبنى البلدية يقع على ارتفاع 2,100.

## السكان
تطور عدد السكان معروف من خلال التعدادات السكانية التي أجريت في البلدية اعتباراً من عام 1793.
ومنذ عام 2006 ، ينشر المعهد الوطني للإحصاء والدراسات الاقتصادية عدد السكان القانونيين للبلديات سنويًا. يعتمد التعداد الآن على مجموعة سنوية من المعلومات، تتعلق تباعًا بجميع المناطق البلدية على مدى خمس سنوات. بالنسبة للبلديات التي يقل عدد سكانها عن 10000 نسمة، يتم إجراء مسح إحصائي يغطي جميع السكان كل خمس سنوات، ويتم تقدير السكان القانونيين للسنوات المتوسطة عن طريق الاستيفاء أو الاستقراء. بالنسبة للبلدية،
تم إجراء أول تعداد شامل في ظل النظام الجديد في عام 2005.
في عام 2017 ، كان عدد سكان البلدة 236 نسمة، بانخفاض 13.87٪ مقارنة بعام 2012.

## التاريخ
كان جزء كبير من السكان بروتستانتيين وهربوا من الاضطهاد كما هو واضح من المعبد والآيات التوراتية المنقوشة فوق الأبواب. في السابق كان للقرية نشاط حرفي مهم: كصناعة السلال والأدوات وصناعة الخزائن والنجارة والزراعة والثروة الحيوانية (الماعز والأبقار). كما كان لديها نشاطات نحتيى ة نراها من خلال صالات العرض المحفورة في الجرف.
في عام 1925، تم اختيار القرية لإعادة بنائها خلال المعرض الدولي للفحم الأبيض (توليد الكهرباء) الذي أقيم في مدينة غرونوبل.